# Eleccions al Parlament del Regne Unit de 2024
Les eleccions al Parlament del Regne Unit de 2024 van ser anunciades el 22 de maig pel primer ministre, Rishi Sunak per a ser efectuades el 4 de juliol, avançant el final de la legislatura, previst per al 28 de gener de 2025. La convocatòria de les eleccions va ser benvinguda per Keir Starmer, líder de l'oposició i del Partit Laborista, i per Ed Davey, líder dels liberals demòcrates., i en 2024 Nigel Farage va anunciar que tenia la intenció de presentar-se com a diputat i liderar el Reform UK.

## Antecedents
A les eleccions al Parlament del Regne Unit de 2019, els conservadors, liderats per Boris Johnson van guanyar les eleccions amb el 43,4% del vot i un creixement de l'1,2%, aconseguint la major victòria des de la dècada de 1980 enfront dels laboristes, que obtenen en 32,6% caient el 7,9%, els seus pitjors resultats des de 1932 i els liberal demòcrates amb l'11,2% i una pujada del 4,1% i el Partit Nacional Escocès amb el 3.9% i una pujada del 0,9%.
Johnson va dimitir el 7 de juliol del 2022 per l'escàndol polític que va suposar el Partygate, sobre festes i altres reunions del personal del govern i del Partit Conservador celebrades durant la pandèmia de COVID-19 el 2020 i 2021, quan les restriccions de salut pública van prohibir la majoria de les reunions.
El setembre de 2022, Liz Truss va derrotar Sunak en unes eleccions de lideratge per succeir Boris Johnson, que havia dimitit a causa d'una crisi governamental. Truss fou nomenada primer ministre per la reina Isabel II dos dies abans de la seva mort, i quan el govern va anunciar retallades d'impostos i préstecs a gran escala, es va produir una gran inestabilitat financera que va fer revertir la major part de les mesures. Davant les creixents crítiques i la pèrdua de confiança en el seu lideratge, Truss va anunciar la seva dimissió com a líder del Partit Conservador el 20 d'octubre. Rishi Sunak va ser proclamat nou líder del partit el 24 d'octubre de 2022 sense necessitat de passar per la votació dels militants, ja que havia quedat com a únic candidat després de la retirada dels seus oponents, Boris Johnson el dia anterior i Penny Mordaunt en l'últim moment.

## Sistema electoral
Les eleccions generals al Regne Unit s'organitzen mitjançant escrutini uninominal majoritari, i es disputen 650 escons. El Partit Conservador, que va obtenir la majoria a les eleccions generals del 2019 en el seu programa incloia retornar el dret de vot als ciutadans britànics que viuen a l'estranger més de 15 anys per votar i requerir la identificació del votant, que es van incloure a la Llei electoral de 2022.

## Resultats
Els Liberal Demòcrates van obtenir 71 escons, superant el seu màxim històric anterior de les eleccions de 2005.
| Eleccions al Parlament del Regne Unit de 2024 | Eleccions al Parlament del Regne Unit de 2024 | Eleccions al Parlament del Regne Unit de 2024 | Eleccions al Parlament del Regne Unit de 2024 | Eleccions al Parlament del Regne Unit de 2024 | Eleccions al Parlament del Regne Unit de 2024 | Eleccions al Parlament del Regne Unit de 2024 |
| Partit                                        | Partit                                        | Vots                                          | %                                             | Escons                                        | +/-                                           | Govern                                        |
| --------------------------------------------- | --------------------------------------------- | --------------------------------------------- | --------------------------------------------- | --------------------------------------------- | --------------------------------------------- | --------------------------------------------- |
|                                               | Partit Laborista                              | 9.708.716                                     | 63,2%                                         | 411                                           | 211                                           | Govern                                        |

## Conseqüències
Rishi Sunak va dimitir com a líder dels conservadors a la vista dels resultats, els pitjors de la història del partit. El 5 de juliol de 2024 Keir Starmer es va convertir en el Primer ministre del Regne Unit després que el seu partit aconseguís la majoria absoluta en les eleccions.